# Tyska enhetskriget
Tyska enhetskriget, även kallat tyska inbördeskriget och preussisk-österrikiska kriget, var ett krig som utspelades sommaren 1866 mellan å ena sidan Österrike och dess allierade tyska stater och å andra sidan Preussen med allierade tyska stater och Italien. Kriget slutade med en preussisk seger och ledde till upplösandet av Tyska förbundet och bildandet av Nordtyska förbundet. Därmed kom Preussen att bli den dominerande tyska staten, vilket möjliggjorde bildandet av Kejsardömet Tyskland 1871.
I Tyskland och Österrike kallas kriget för Deutscher Krieg (Tyska kriget) eller Bruderkrieg (broderkriget).

## Bakgrund
Efter Napoleonkrigen förenades de tyska staterna och Österrike 1815 i ett löst förbund med Österrike som den ledande makten. Nationalismen började sprida sig i Europa och så även i de tyska staterna. Idéer om ett enat tyskt rike började ta form och två konkurrerande modeller utvecklades. En kallades Grossdeutschland (Stortyskland) och inkluderade även det mångkulturella kejsarriket Österrike. Det andra, kallat Kleindeutschland (Lilltyskland), skulle exkludera Österrike och domineras av Preussen.
Otto von Bismarck blev Preussens ministerpresident 1862 och påbörjade arbetet med att ena Tyskland under preussisk ledning. Nationalismen i Tyskland fick fart när Bismarck 1864 fick det tyska förbundet att förklara Danmark krig. Det andra slesvigska kriget mellan de tyska staterna och Danmark handlade om de båda hertigdömena Slesvig och Holstein, som var knutna till den danska kronan men hade en stor tyskspråkig befolkning. Danmark förlorade kriget och de båda hertigdömena till Preussen och Österrike. Preussen provocerade sedan fram en konflikt med Österrike över administrationen av de båda erövrade provinserna. Den 9 juni 1866 ockuperade preussiska trupper delar av Holstein, som administrerades av Österrike. Österrike uppmanade då alla de mindre staterna i det tyska förbundet att enas för att återställa Preussens lydnad gentemot Österrike och förbundet.

## Deltagare

Läget innan kriget. Preussen (mörkblå) och dess allierade (blå) mot Österrike (röd) och dess allierade (rosa). De neutrala områdena är gröna. Det gula är de omstridda Slesvig och Holstein.

På Österrikes sida ställde sig kungarikena Bayern, Hannover, Sachsen, och Württemberg, storhertigdömena Baden, Hessen-Kassel och Nassau och den fria staden Frankfurt.
På Preussens sida stod storhertigdömena Braunschweig, Mecklenburg-Schwerin, Mecklenburg-Strelitz och Oldenburg samt den fria staden Hamburg. Dessutom ställde Österrikes gamla fiende Italien upp som allierad. Italien ville åt staden Venedig och kringliggande italiensktalande regioner Veneto och Friuli som tillhörde den österrikiske kejsaren. Innan kriget bröt ut erbjöd Österrike Italien staden som ett sätt att hålla Italien utanför kriget, men Italien valde att uppfylla sin pakt med Preussen och gå in i kriget.

## Krigets förlopp
Kriget var, liksom det amerikanska inbördeskriget, ett krig där många innovationer inom krigföringen kom till användning i stor skala. Järnvägar möjliggjorde snabba transporter och telegraferna möjliggjorde omedelbar kommunikation över stora avstånd. Den preussiska armén var utrustad med bakladdade gevär vilket gav dem en stor fördel gentemot österrikarna, vars gevär fortfarande var mynningsladdade. Preussen hade dessutom en militär strateg som förstod innebörden av dessa nymodigheter och hur de skulle förändra krigföringen: generalstabschefen Helmuth von Moltke d.ä.
Moltkes krigsplan ledde till en snabb preussisk seger. Den österrikiska sidan samlade sina styrkor i Sachsen och Böhmen inför en invasion av Schlesien. De preussiska arméerna gick snabbt över gränsen och mötte de österrikiska vid Königgrätz. I slaget som följde den 3 juli ledde den preussiska organisatoriska och tekniska överlägsenheten till en total seger över det numerärt överlägsna Österrike. Slaget avgjorde i praktiken kriget.
På den södra fronten var Österrike mer framgångsrikt och besegrade italienarna i slaget vid Custoza den 24 juni och i sjöslaget vid Lissa den 20 juli. Garibaldis styrkor besegrade Österrike den 21 juli i slaget vid Bezzecca och fortsatte mot Trento innan krigsslutet satte stopp för ytterligare stridigheter.

## Krigets följder

Läget efter kriget. Preussen (mörkblå) och dess allierade (blå) mot Österrike (röd) och dess allierade (rosa). De neutrala områdena är gröna. Preussens nya territorier efter kriget är ljusblå.

Freden i Prag den 23 augusti 1866 ledde till att det tyska förbundet upplöstes och att Österrike avstod allt framtida inflytande över tyska angelägenheter. Preussen annekterade Schleswig-Holstein, Hannover, Hessen-Kassel, Nassau och Frankfurt. Däremot avstod Preussen från att kräva något territorium i Österrike, vilket gjorde det möjligt för Preussen och Österrike att skapa allianser i framtiden.
Österrike avstod i freden i Wien den 12 oktober Venedig till Frankrike som i sin tur avstod staden till Italien.
Utan österrikisk inblandning stod det Preussen fritt att skapa det nordtyska förbundet av alla tyska stater norr om floden Main, ett viktigt steg mot Tysklands enande.

## Fotnoter
1. ↑  Enligt österrikiska militära årsboken 1867 var förlusterna för norra armén 62 789 döda, sårade och saknade, södra armén 8 470. Refererad till exempel i Světozor, 30 augusti 1867